# Derbi Hajduk – Osijek
Derbi Hajduk – Osijek naziv je derbija između HNK Hajduk Split i NK Osijek. Osim derbija na terenu vlada i rivalstvo među dvjema navijačkim skupinama Torcide i Kohorte. 
Prva utakmica između Hajduka iz Splita i tadašnjeg Proletera iz Osijeka (današnji NK Osijek) održala se, 15. studenog 1953., u 11. kolu prvenstva Jugoslavije na Gradskom vrtu u Osijeku gdje je Hajduk pobijedio 1:4.
Ukupno su odigrali 95 utakmica u 1. HNL od kojih Hajduk ima najviše pobjeda nad Osijekom, njih 47, a Osijek ima 25 pobjeda nad Hajdukom. Remizirali su 25 puta. Gol-razlika u HNL-u između Hajduka i Osijeka u Prvoj HNL je 156:107.

## Pogledajte i
- Vječni derbi
- Jadranski derbi
- Derbi Dinamo – Rijeka